# Krutrök
Krutrök (originaltitel: Gunsmoke) var en TV-sänd amerikansk western- och dramaserie som utspelar sig i Kansas. Serien sändes i radio åren 1952 till 1961 och i CBS åren 1955 till 1975. Huvudrollerna i TV-serien spelades av James Arness, Milburn Stone, Amanda Blake, Dennis Weaver och Ken Curtis. Gunsmoke skapades av Norman MacDonnell och manusförfattaren John Meston.

## Rollista

### Huvudpersoner
- James Arness – U.S. Marshal Matt Dillon (1955–1975)
- Milburn Stone – Dr. Galen "Doc" Adams (1955–1975)
- Amanda Blake – Kathleen "Kitty" Russell (1955–1974)
- Dennis Weaver – Chester B. Goode (1955–1964)
- Ken Curtis – Festus Haggen (1964–1975)

### Återkommande roller i urval
- Bert Rumsey – Sam Noonan, bartender (1955–1959)
- Clem Fuller – Clem, bartender (1959–1961)
- Glenn Strange – Sam Noonan, bartender (1961–1973)
- Robert Brubaker – Jim Buck, diligensförare (1957-1962) / Floyd, bartender (1974–1975)
- Burt Reynolds – Quint Asper, smed (1962–1965)
- Roger Ewing – Vice sheriff Clayton Thaddeus "Thad" Greenwood (1965–1967)
- Buck Taylor – Newly O'Brian, vice sheriff (1967–1975)
- Dabbs Greer – Wilbur Jonas, butiksinnehavare (1955–1963)
- Howard Culver – Howie Uzzell, hotelportier (1955–1975)